# Фосфатаза
Фосфатаза — фермент, который катализирует дефосфорилирование субстрата (как правило другого белка) в результате гидролиза сложноэфирной связи фосфорной кислоты. При этом образуется фосфатный анион и молекула продукта с гидроксильной группой. По своему каталитическому и физиологическому действию фосфатаза является антагонистом фосфорилазы и киназы, которые присоединяют фосфатную группу к субстрату.
Хотя белки являются наиболее распространённым субстратом фосфатаз, некоторые фосфатазы дефосфорилируют фосфорилированные липиды, сахара и нуклеотиды. Например, фосфатаза PTEN специфически дефосфорилирует сигнальный липид фосфатидилинозитол-3,4,5-трифосфат.
В зависимости от природы активной группы фермента фосфатазы делятся на два типа: цистеинзависимые фосфатазы и металлофосфатазы. Типичным представителем группы фосфатаз является щелочная фосфатаза, широко используемая в диагностических и лабораторных целях.